# Kategorisierung (Kognitionswissenschaft)

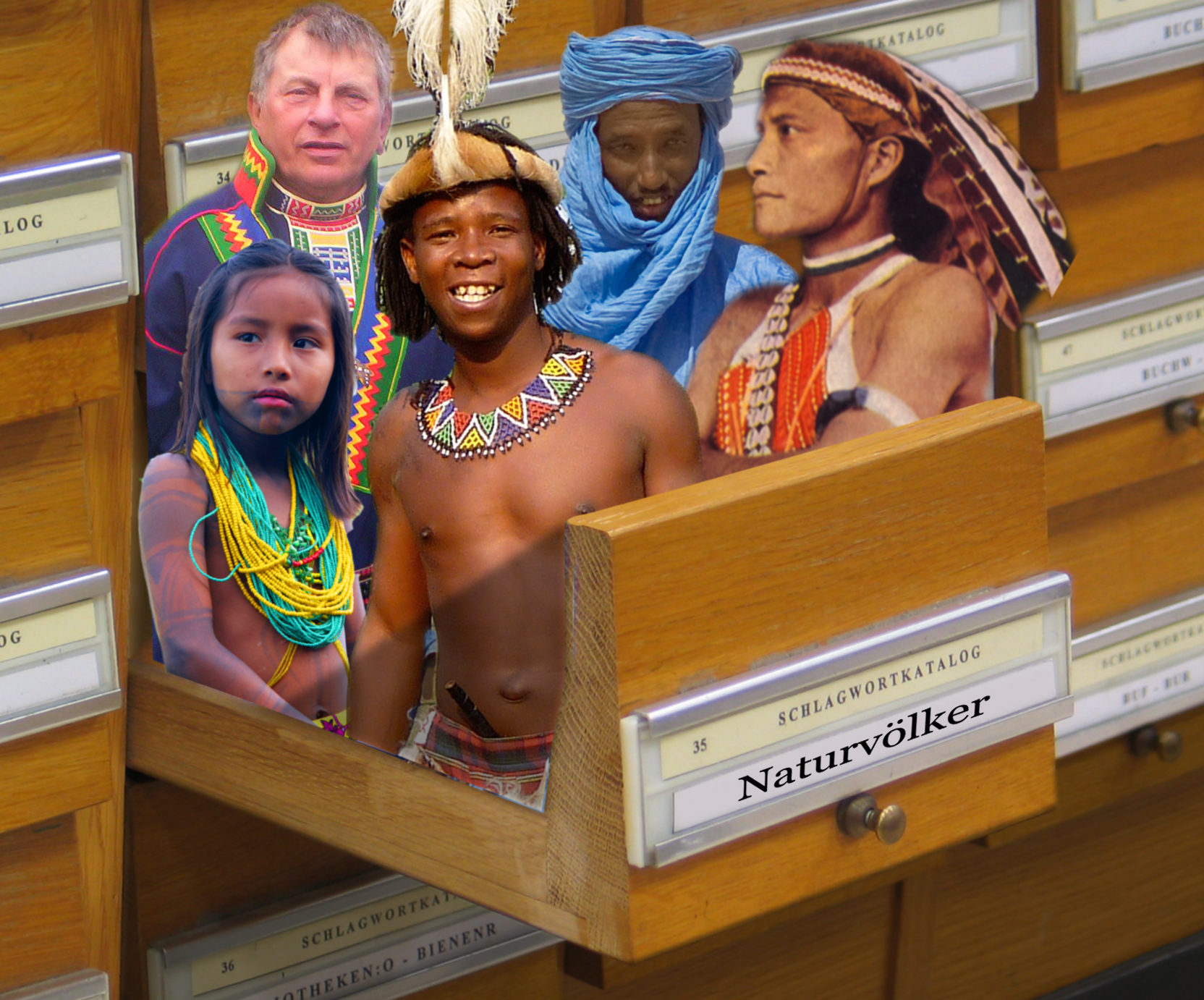
Kategorien werden gebraucht, um die Welt zu ordnen und zu verstehen; sie sind fundamental – aber bedenklich, wenn sie Abgrenzungen vorspiegeln, die so nicht existieren (etwa „Menschenrassen“), oder wenn sie falsche Vorstellungen bewirken (etwa „Naturvölker“)

Kategorisierung oder kategoriales Denken bezeichnet die kognitive Fähigkeit, unterschiedliche Entitäten (Gegenstände, Lebewesen, Vorgänge, Abstrakta) intuitiv zu sortieren und entsprechenden Sammelbegriffen (Kategorien) unterzuordnen. Diese Kategorien basieren auf bestimmten Ähnlichkeiten oder auf dem Abgleich mit dem theoretischen Vorwissen. Die Kategorienbildung ist ein fundamentaler Vorgang bei der Interpretation und Bewertung von Wahrnehmungsinhalten, dem Verständnis von Konzepten und Objekten, bei Entscheidungsprozessen und bei allen Arten der Interaktion mit der Umwelt. Demzufolge sind Kategorien die „Grundbegriffe unseres Denkens“.
Die Bezeichnungen Kategorisierung und Klassifizierung werden häufig in gleicher Bedeutung benutzt – Klassifizierung steht jedoch im engeren Sinne eher für die bewusst geplante Ordnung von Wissen im Rahmen einer konkreten Betrachtung nach objektivierbaren, einheitlichen Kriterien (häufig in Mathematik, Naturwissenschaft und Technik). Demgegenüber bezeichnet Kategorisierung eher den unbewussten, intuitiven oder tradierten Vorgang der Klassenbildung für beliebige Objekte oder Ereignisse der alltäglichen Wahrnehmung (siehe auch Mustererkennung). Diese universelle Fähigkeit wird in Philosophie, Psychologie, Ethnologie und anderen anthropologischen Wissenschaften als wesentliche Grundlage der menschlichen Kulturentwicklung betrachtet.
Im Gegensatz zu wissenschaftlichen Klassen sind Alltagskategorien voller Ausnahmen: So müssen nicht alle Merkmale zutreffen, die eine Kategorie bestimmen, sondern nur eine hinreichend große Zahl (etwa: Strauße und Nandus können nicht fliegen, dennoch ordnen auch Kinder sie spontan den Vögeln zu).
Ein anschauliches Beispiel für den gezielten Einsatz der Kategorisierungsfähigkeit ist die Organisationsmethode des Mindmappings („Gedanken-Landkarte“).

## Kategorie und Chaos

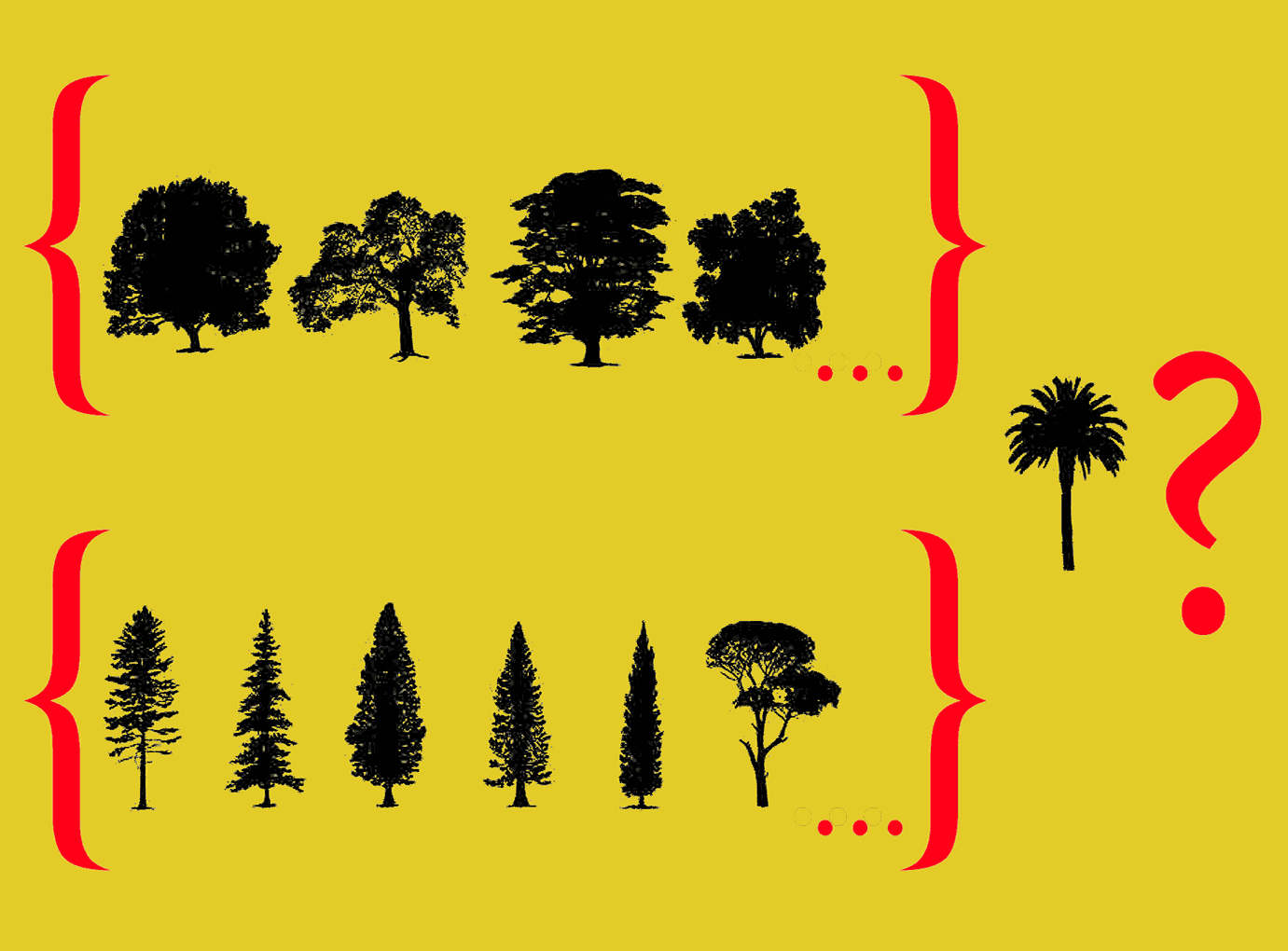
Leicht lassen sich Bäume den Kategorien „Laubbaum“ oder „Nadelbaum“ zuordnen – dagegen gehört ein „Palmenbaum“ offensichtlich in eine andere Kategorie

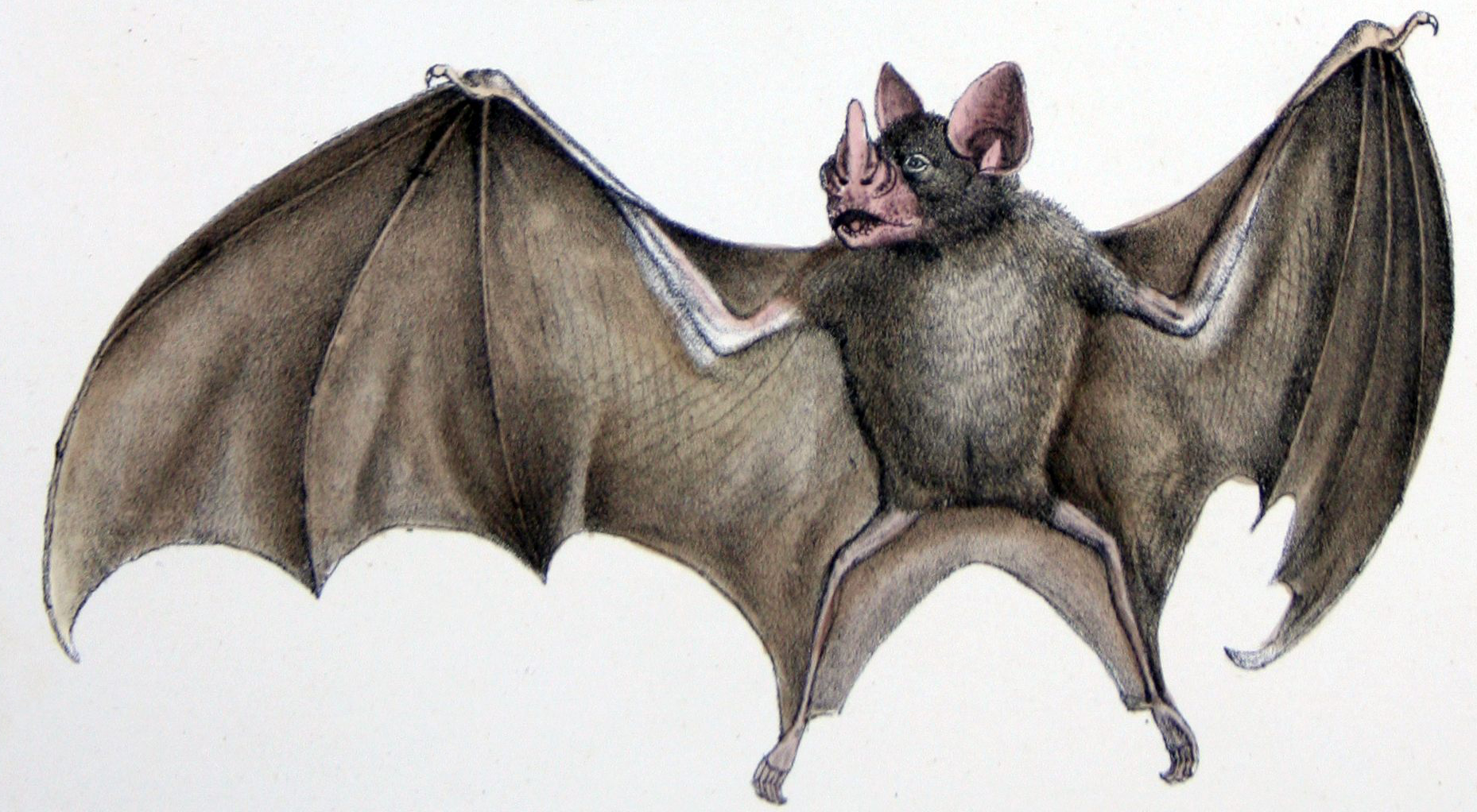
Im Mittelalter gehörten Fledermäuse als fliegende Tiere zur Kategorie „Vögel“

Die Fähigkeit der Kategorisierung – für die verschiedene Erklärungsmodelle existieren – setzt immer Abstraktion (Begriffsbildung) voraus. Jeder Mensch ordnet unwillkürlich jegliche Objekte der Wahrnehmung in bekannte Kategorien ein. Er kann dadurch adäquat auf eine Situation reagieren, sich produktiv mit seiner Umwelt auseinandersetzen und effizienter kommunizieren: Solche Kategorien ermöglichen uns unter anderem, potentielle Gefahren schnell zu erkennen (z. B. die Kategorien: „Schlangen“, „Raubtiere“, „Waffen“) und anderen Menschen etwas über unsere eigene Wahrnehmung mitzuteilen.
Verhaltensbiologen gehen heute davon aus, dass auch Tiere wie beispielsweise Menschenaffen, Pferde oder gar Tauben bereits mentale Kategorien bilden können.
Alltagskategorien bringen Ordnung in das Chaos und reduzieren die Unendlichkeit der Welt auf ein fassbares Maß. Dabei ist es unerheblich, ob diese gedachte Ordnung tatsächlich der Realität entspricht (wie z. B. die jahrhundertelange Zuordnung der Fledermäuse zu den Vögeln); entscheidend ist ihre Tauglichkeit für das Überleben. Die Gesamtheit unserer Kategorien bildet ein stark vereinfachtes, wohl geordnetes Modell der Wirklichkeit: Das gilt für das hochkomplexe Theoriengebäude der modernen Wissenschaft, für die „Daumenregeln des Alltags“ und ebenso für das mythisch-magische Denken traditioneller, indigener Kulturen.
Mentale Kategorien existieren häufig in Form von komplementären Begriffspaaren (Dichotomien), die je nach kulturellem Hintergrund als unvereinbare Gegensätze oder als sich gegenseitig bedingende „Gegenspieler“ bzw. wechselnde Zustände aufgefasst werden. Durch die Allgegenwart solcher Dichotomien (wahr ↔ falsch, lebendig ↔ tot, alt ↔ jung, schwarz ↔ weiß, Nord ↔ Süd, Mensch ↔ Tier, Diesseits ↔ Jenseits, Natur ↔ Kultur usw.) in den unterschiedlichsten Kulturen bezeichnete sie der Ethnologe Claude Lévi-Strauss als Grundmuster jeglicher Kategorisierung. Dass dabei eine Vielzahl von Gegensätzen einer logischen Prüfung nicht standhalten und lediglich „Gegenworte“ (Antonyme) ohne realen Hintergrund sind (wie Hund/Katze oder Hemd/Hose), spielt dabei keine Rolle, sondern bekräftigt eher die Vorstellung eines beim Menschen „angeborenen Dualismus´“. In vielen philosophischen Schulen der Antike (z. B. bei Heraklit und Parmenides), der Neuzeit (Descartes, Schelling, Jaspers, Heidegger, Sartre, Popper u. a.) und vor allem in den fernöstlichen Weltanschauungen (z. B. Yin und Yang im Daoismus, Hinduismus oder Buddhismus) spielen dichotome Leitkategorien eine herausragende Rolle.

### Arten von Kategorien
In der Psychologie werden nach der Art und Weise der Zuordnung verschiedene Systeme von intuitiven Kategorien unterschieden. Eine wichtige Unterscheidung wird dabei zwischen Kategorien für Lebewesen und für tote Gegenstände gemacht. Die Zuordnung zu Lebewesen basiert vor allem auf nicht-sichtbaren Merkmalen (dem angenommenen inneren Wesen), weniger auf der äußeren Erscheinung. Dies wird insbesondere bei der Zuordnung von Menschen zu bestimmten Kategorien wie z. B. „Christen“ oder „Studenten“ deutlich. Leblose Objekte – insbesondere kulturelle Artefakte – werden hingegen ausschließlich nach äußerlichen- und funktionalen Merkmalen einsortiert.
Objekte, die sich augenscheinlich nicht in eine Kategorie einordnen lassen, galten in sehr vielen Kulturen als Manifestationen des Bösen, des unberechenbaren Chaos. Zu dieser „Kategorie der Nichtkategorie“ gehören beispielsweise Tiere wie die Schlange, der Drache oder das Krokodil in ihrer mythologischen Symbolik.
Kategorien, die weitreichende Teile der Welt in einem Begriff zusammenfassen, nennt man Leit- oder Metakategorien. Sie sind noch weit stärker als einfache Begriffe Indikatoren für die typischen Denkstrukturen in einer Kultur. Leitkategorien in Industriegesellschaften sind beispielsweise die Dichotomien „Ordnung ↔ Chaos“, „Kultur ↔ Natur“; sowie die Begriffe „Fortschritt“, „Vernunft“, „Kontingenz (Alles ist möglich)“ oder „Abfall“ (im Sinne von nutzlosen Objekten oder Menschen)

### Kategorienwandel

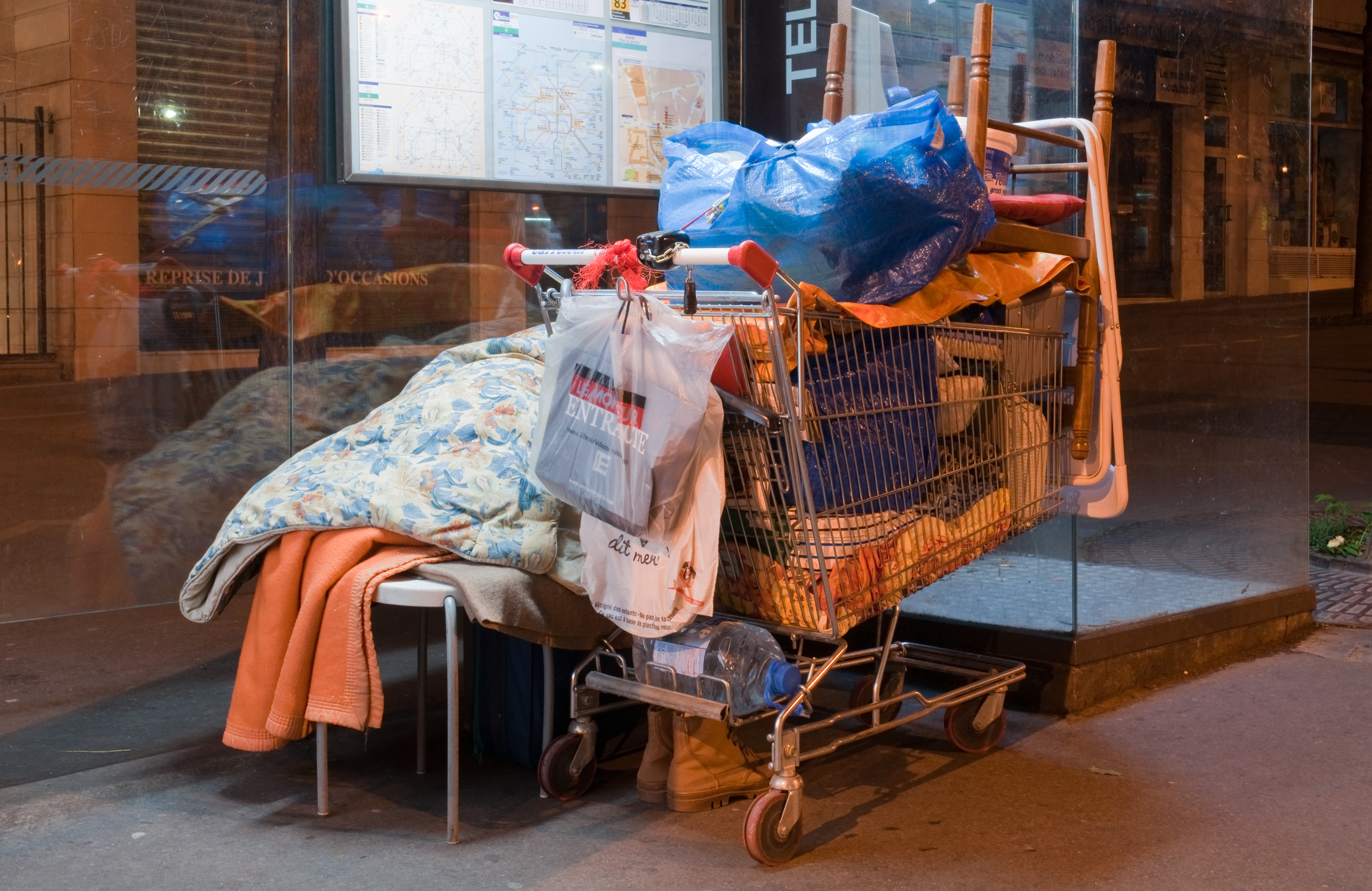
Eine Leitkategorie der Postmoderne ist der „Abfall“: bezogen auf Güter und Verpackungen, aber auch auf gescheiterte Menschen. Er steht für die Dinge, die sich nicht mehr ins System integrieren lassen, für die Kehrseite des Wohlstandes

Da Kategorien nur ein Modell der Wirklichkeit darstellen, ist es unvermeidlich, dass sich Zuordnungen aufgrund neuer Erkenntnisse wandeln (Beispiel: Fledermaus und Biber werden heute nicht mehr den Vögeln bzw. Fischen zusortiert, sondern den Säugetieren).
Veränderungen bei den Leitkategorien spiegeln zudem den mehr oder weniger schnellen Kulturwandel jeder Sozietät wider (siehe auch Soziokulturelle Evolution). So wird die Kategorie „Fortschritt“ seit dem Übergang von der Moderne zur Postmoderne zunehmend kritisch gesehen. Ein weiteres Beispiel – das für viele Diskussionen gesorgt hat – ist der Wandel der Sammelbezeichnung „Naturvölker“: Diese wissenschaftliche Klasse des 19. Jahrhunderts wurde als Gegenbegriff zu den sogenannten „Kulturvölkern“ gesehen und beruhten auf der (falschen) Vorstellung, die Europäer würden im Gegensatz zu anderen Völkern die Natur beherrschen. Mit der veränderten Bedeutung des Kulturbegriffes im 20. Jahrhundert wurde die Klasse „Naturvölker“ in der Wissenschaft aufgegeben. Im allgemeinen Sprachgebrauch existiert die Bezeichnung jedoch als konventionelle Kategorie weiter, die heute nicht mehr mit einer (negativ konnotierten) angeblichen Kulturlosigkeit in Verbindung gebracht wird, sondern mit der (positiv konnotierten) naturverbundenen Lebensweise der so genannten Menschengruppen.

## Erklärungsansätze

### Die Klassische Ansicht
Die klassische Aristotelische Ansicht ist die, dass Kategorien diskrete Entitäten sind, die durch eine Menge an Eigenschaften charakterisiert werden, die all ihren Elementen gemeinsam sind. Es wird angenommen, dass dies die Bedingungen bilden, die sowohl notwendig als auch hinreichend für die Erfassung von Bedeutung sind.

### Kognitionswissenschaftliche Perspektive
In den 1970er Jahren wurde durch die Forschung von Eleanor Rosch und George Lakoff die Idee verbreitet, dass Kategorisierung als ein Prozess angesehen werden kann, der auf Prototypen basiert. Die Prototypensemantik geht davon aus, dass die idealen Kategorisierungen nie exakt stattfinden, sondern sich nur einem abstrakten Prototypen graduell annähern können.

## Hierarchische Ordnung

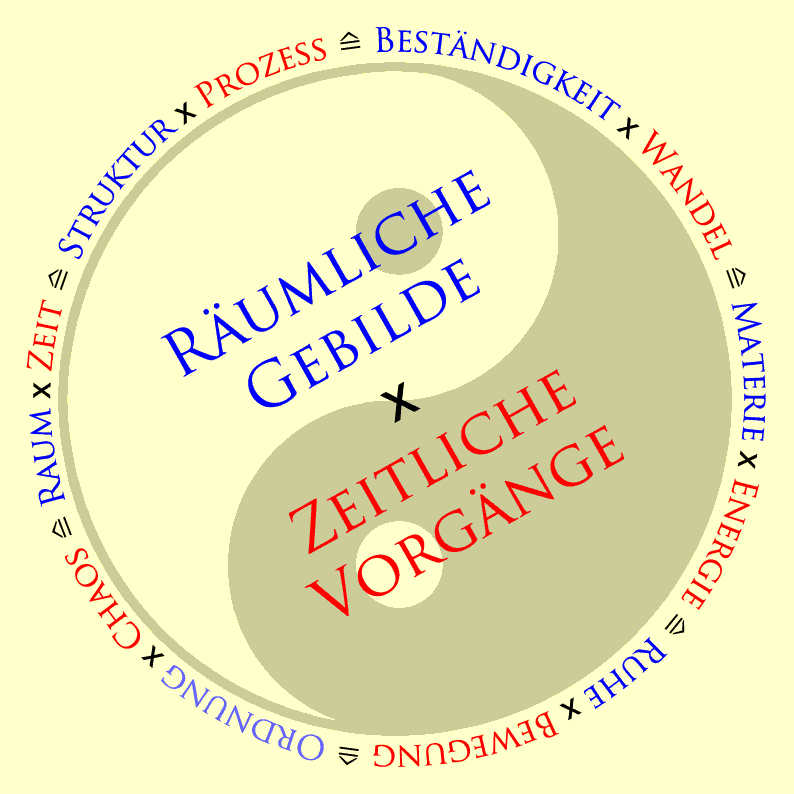
Die Kategorien der obersten Abstraktionsebene im chinesischen Yin-Yang-Symbol: Die Welt erscheint uns durch und durch zweigeteilt, komplementär, gegensätzlich

Die Kategorisierung der Welt führt zu einer großen Anzahl hierarchisch sortierter Abstraktionsebenen: Zu jedem Begriff gibt es speziellere Unterbegriffe, für einen bestimmten Satz an Begriffen existieren wiederum allgemeinere Oberbegriffe. Extension und Intension (Begriffsumfang und Begriffsinhalt) stehen zueinander in einem reziproken Verhältnis: Der allgemeinere Begriff verfügt über höheren Begriffsumfang und geringeren Begriffsinhalt. Der speziellere Begriff verfügt über geringeren Begriffsumfang bei höherem Begriffsinhalt. Aber auch diese Einteilungen haben Problemfälle, bei denen man nicht exakt sagen kann, wo ein Element einsortiert wird (z. B.: Rotkehlen, Amsel, Star, (Fledermaus?) = Vögel / Vögel, Fische, Insekten = Tiere / Tiere, Pflanzen, Pilze = Lebewesen usw.). In der wissenschaftlichen Klassifizierung nennt man die Gesamtheit solcher Ordnungshierarchien Taxonomien.
Auf der obersten (ontologischen) Abstrahierungsebene münden die Kategorien wieder in ein komplementäres Begriffspaar: Die Welt erscheint getrennt in räumliche Gebilde und zeitliche Vorgänge, die je nach Blickwinkel in verschiedenen Varianten (wie Beständigkeit ↔ Wandel / Wiedergabe ↔ Neuschöpfung / Ruhe ↔ Bewegung) ausgedrückt werden. Alle Kategorien lassen sich auf diese zurückführen. Die Logik der Kategorisierung folgt unwillkürlich den Gesetzen des materiellen und sozialen Überlebens und dem „ersten empfundenen Gegensatz menschlicher Wahrnehmung“: Ich ↔ Welt. Auch hier wird wiederum deutlich, dass es unvermeidlich ist, die Welt in solche Kategorien zu splitten, obwohl sie in Wirklichkeit ein integriertes Ganzes ist.

## Die Macht der Kategorien

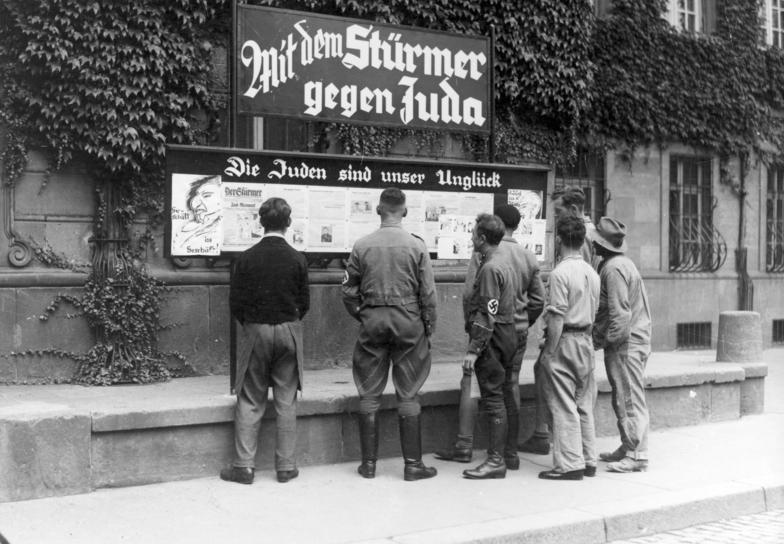
Antisemitische Parolen im Dritten Reich bedienten sich ideologisch verfälschter Kategorien

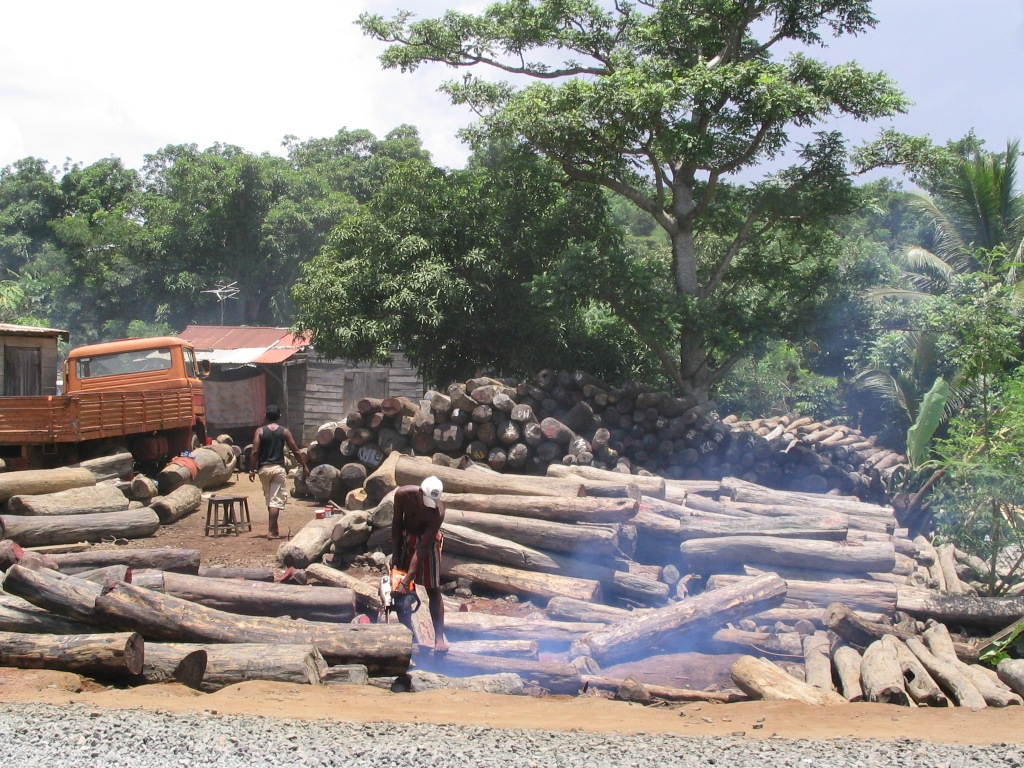
Wald gehört für traditionelle Kulturen der Tropen zur obersten Leitkategorie „existentieller, unteilbarer Seinszusammenhang“. In der westlichen Welt indes wird er vorrangig als „in Geldeinheiten bewertbares, teilbares Wirtschaftsgut“ betrachtet

Alltagskategorien sind kulturell bestimmt: Während sie die Kommunikation innerhalb einer Kultur effizient vereinfachen, können sie die Verständigung mit Angehörigen anderer Kulturen erschweren. Unterhalten sich beispielsweise ein Deutscher und ein Ägypter über Bäume, so ruft dieses Wort bei ersterem voraussichtlich die bildliche Vorstellung eines Laub- oder Nadelbaumes hervor, bei zweiterem hingegen vermutlich eher das Bild einer Palme. Wird die Kategorie „Bäume“ nicht erklärt, können leicht Missverständnisse entstehen. Je allgemeiner und abstrakter eine Kategorie ist, desto größer ist diese Gefahr.
Kategorien sind vergleichbar mit extrem stark komprimierten Digitalfotos: Sie brauchen wenig Speicherplatz und sind sehr schnell abrufbar. Ebenso ähnlich sind jedoch auch die Nachteile: Bereits die fotografische Aufnahme reduziert die quasi unendliche dreidimensionale Welt auf einen winzigen, zweidimensionalen Ausschnitt. Die Komprimierung reduziert (und verfälscht) die Informationen dann nochmals in erheblichem Maße.
Da die Auffassung der Wirklichkeit kraft unserer biologischen Voraussetzungen unweigerlich in einem extrem komprimierten Kategorienmodell erfolgt, erfordert es philosophische Reflexion, um zu erkennen, dass es sich dabei nicht um die Realität selbst handelt. Bereits Immanuel Kant postulierte diese wichtige Einschränkung unserer Erkenntnisfähigkeit, die den unfassbaren Kosmos in begrifflich fassbare Einzelteile mit künstlichen Grenzen und geistigen Zutaten zerlegt. Die bewusste Suche nach der Realität hinter den Kategorien ist jedoch die Ausnahme, da wir uns unweigerlich permanent am inneren Modell orientieren müssen, um in der Welt zurechtzukommen. So benutzen wir sehr häufig unsere erlernten Kategorien und Begriffe, ohne genau zu wissen, was sie repräsentieren.
Besonders deutlich wird dies beim ersten Kontakt mit Fremden: Es ist fast unmöglich, keine personale Kategorisierung vorzunehmen, sprich, die Person aufgrund des ersten Eindrucks „in eine vorhandene Schublade“ (Stereotyp) zu stecken. Falls diese „Schublade“ bereits mit Vorurteilen gefüllt ist, wird es schwierig, die Person so kennenzulernen, wie sie wirklich ist. Die verblüffenden Wirkungen der Erwartungshaltung aufgrund personaler Kategorien sind hinlänglich bekannt: So können Schüler, die einem neuen Lehrer fälschlicherweise als Versager vorgestellt werden, tatsächlich zum Versager werden, wenn das Vorurteil bestehen bleibt. Dies gilt selbst für die Erwartungshaltung der Versuchsleiter wissenschaftlicher Experimente: Unsere „inneres Weltmodell“ ist demnach ausgesprochen mächtig, es beeinflusst erheblich unser Urteilsvermögen und kann sogar verändernd auf die Realität zurückwirken. (siehe auch: Selbsterfüllende Prophezeiung)
Bei näherer Betrachtung ist es eine triviale Erkenntnis, dass scharfe Grenzen zwischen Phänomenen in der Realität die Ausnahme sind. Tatsächlich bestehen fast ausschließlich fließende Übergänge. Kategorien suggerieren hingegen eindeutige Trennlinien: Die Grenzziehungsproblematik bei Vegetationszonen oder -Kulturarealen sowie das Phänomen des Rassismus illustrieren dies eindrücklich. Abgrenzende Kategorien sind in unseren Begriffen, Vorstellungen und Werten allgegenwärtig, so dass sie die wesentliche Grundlage jeglicher Weltanschauung sind, die bewusst oder unbewusst unsere Handlungen lenken.
Auch in der modernen, aufgeklärten Zeit prägen ideologisch verfälschte Vorstellungskonstrukte unser Leben maßgeblich. So ist es nicht verwunderlich, dass heute mit mathematischen Kategorien wie dem „Geldwert“ einer Sache oder ihrer „wirtschaftlichen Bedeutung“ jegliches menschliche Tun legitimiert wird: selbst wenn es sich um lebende Wesen oder existentielle Bedingungen wie reine Luft oder unvergiftetes Wasser handelt.

## „Natur und Kultur“: Leitkategorie(n) mit Konfliktpotential

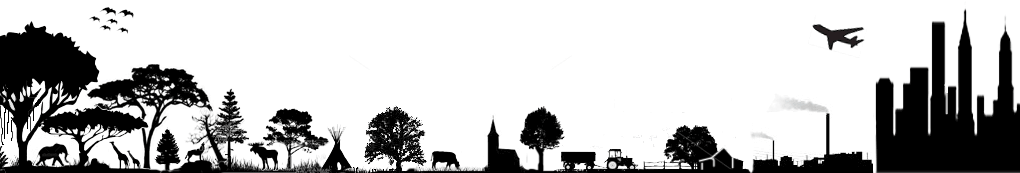
„Natur“ und „Kultur“: Zwei gegensätzliche Leitkategorien der westlichen Welt, die wie alle Kategorien Grenzen setzen, wo in Wirklichkeit keine Grenzen sind. Wo endet Natur und wo beginnt Kultur?

Jede menschliche Gesellschaft hat ihr eigenes ontologisches Kategoriensystem, um die Vielfalt der Welt begrifflich zu erfassen. Das Verständnis fremder Leitkategorien erfordert eine außergewöhnlich hohe interkulturelle Kompetenz und ein tiefgehendes Verständnis der jeweiligen Weltanschauung. Die unterschiedlichen Auffassungen der Begriffe Natur und Kultur zeigen in diesem Zusammenhang, welch großes Konfliktpotential damit verbunden ist. Dies ist besonders deutlich bei einem Vergleich der europäischen Auffassung mit der nicht-industrialisierter, traditioneller Völker; zeigt sich jedoch bereits innerhalb der europäischen Philosophie.

### Europäische Weltanschauungen: Der Mensch als Verursacher

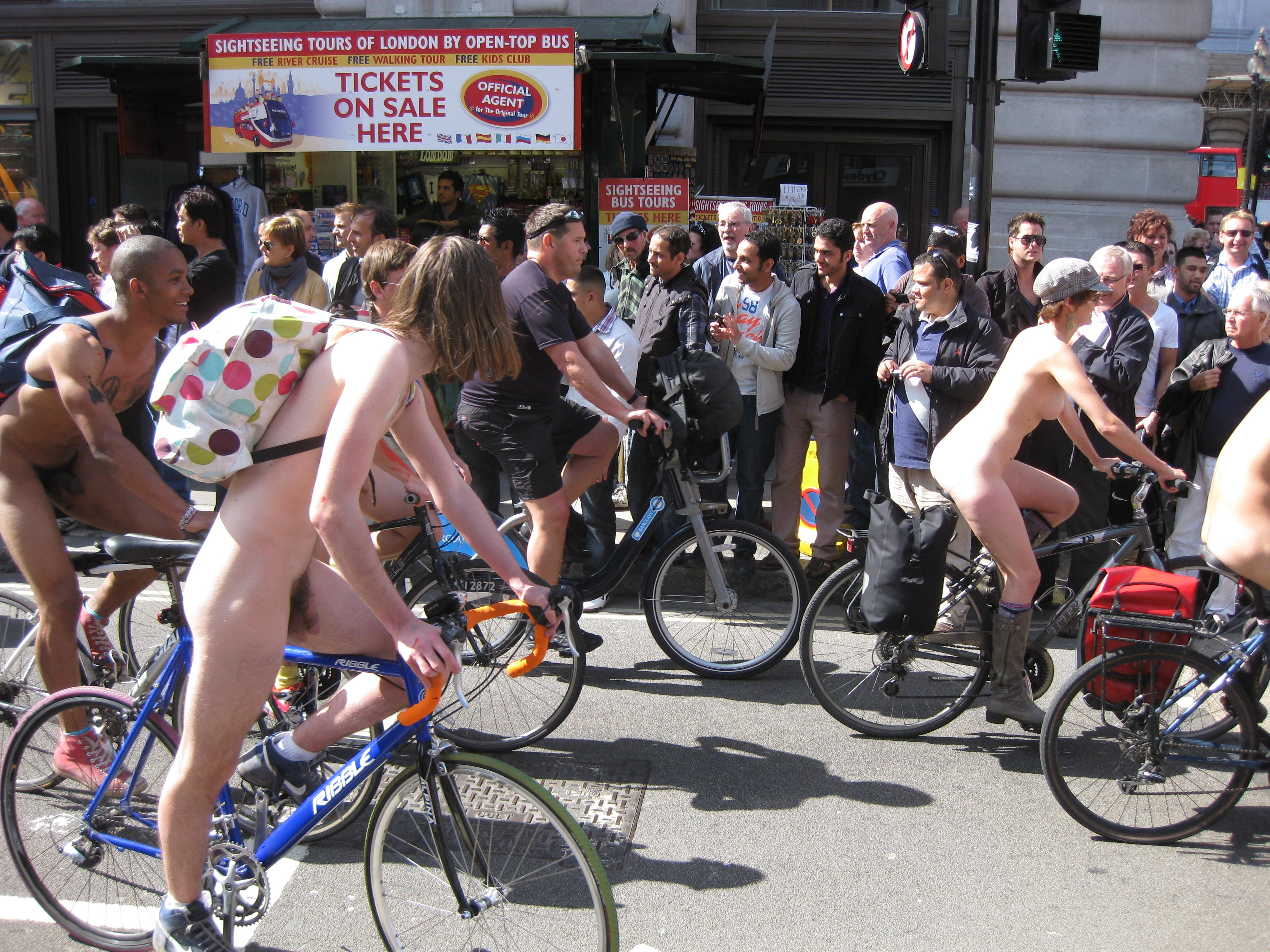
Der Mensch: Sowohl Naturwesen als auch Kulturwesen: Prüfstein für den philosophischen Diskurs um die Begriffe Natur und Kultur

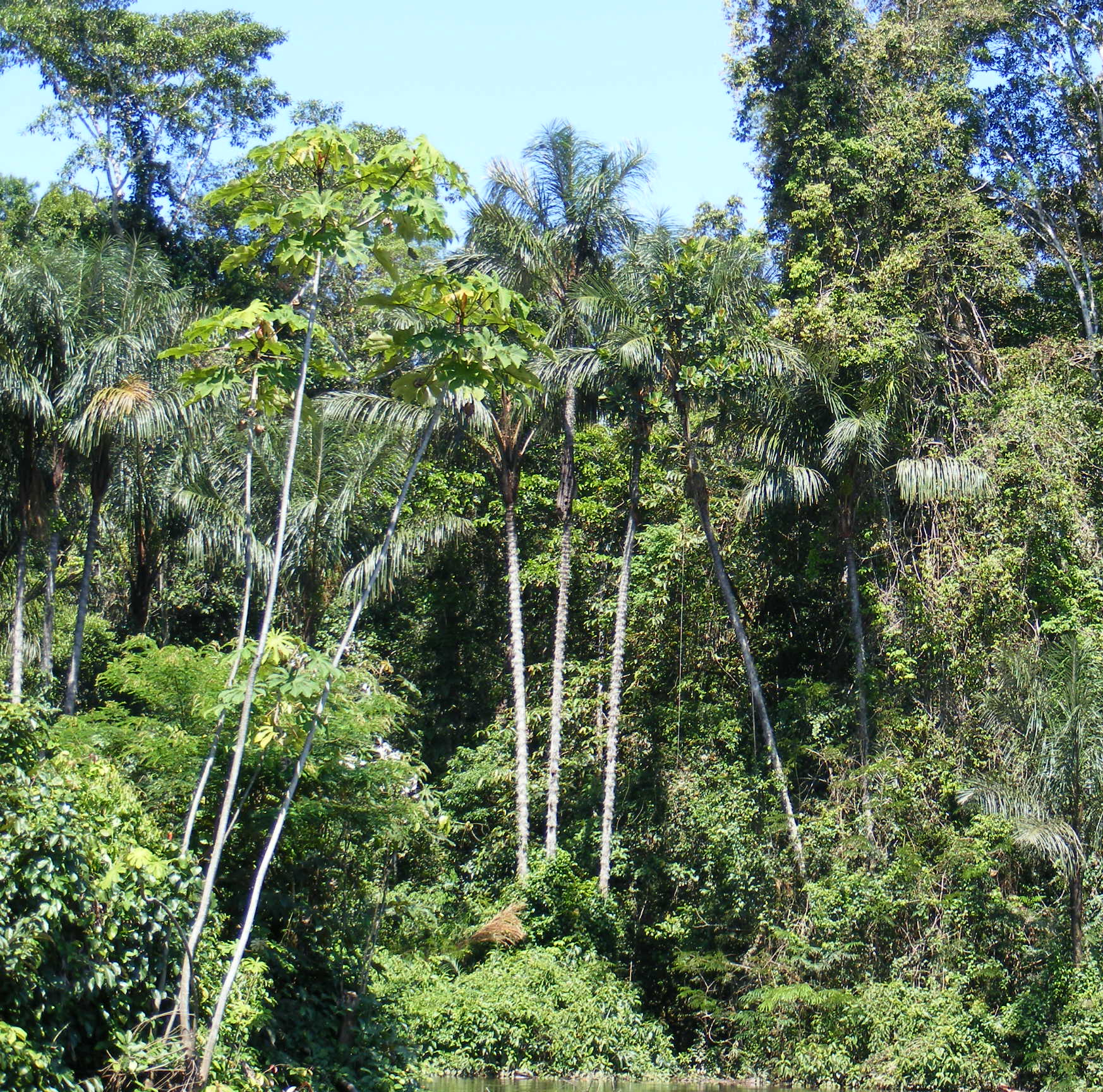
Auch die intakten Regenwälder am Amazonas wurden nachweislich durch jahrhundertelange anthropogene Einflüsse geprägt. Macht sie das bereits zu Kulturlandschaften?

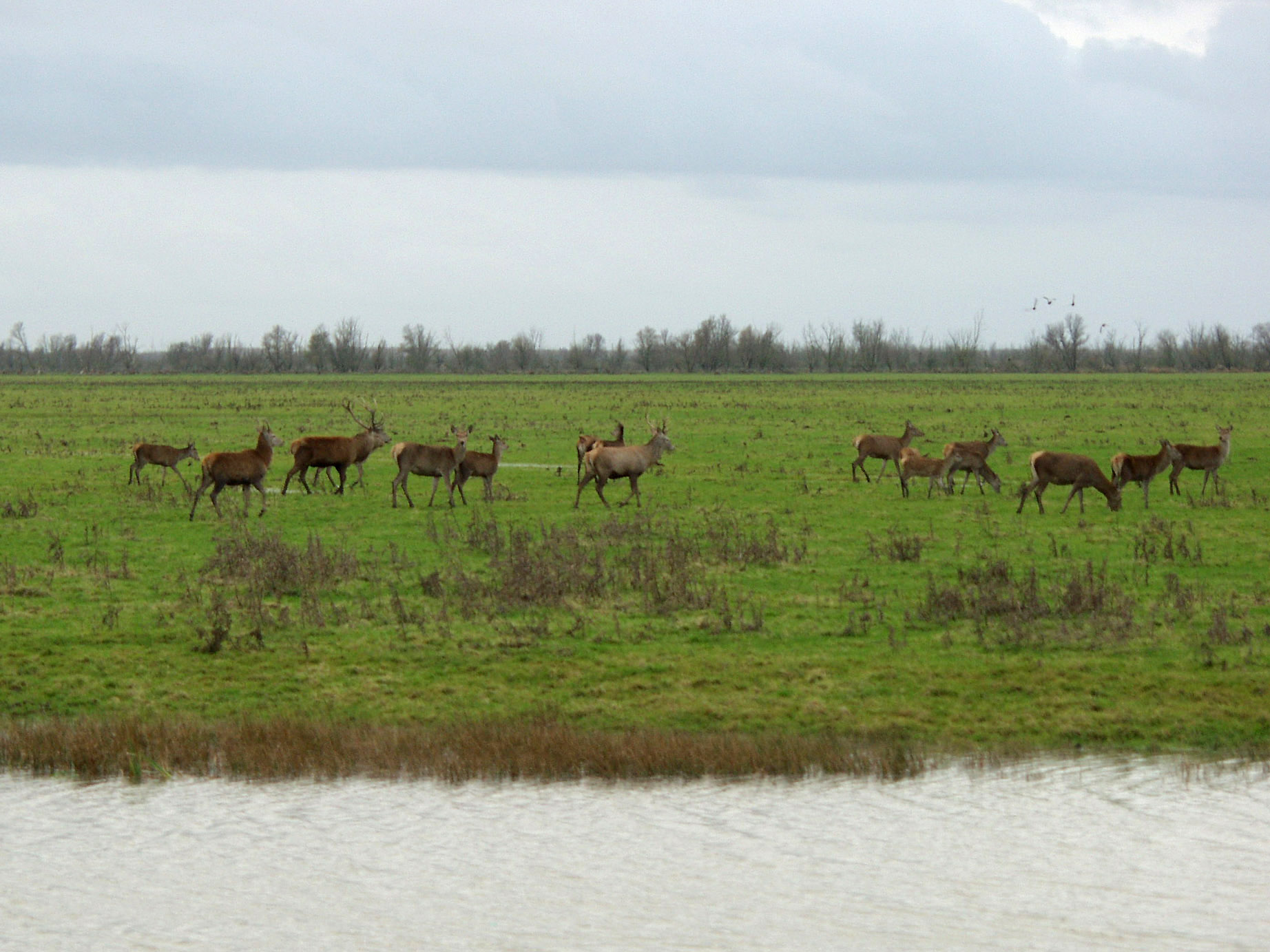
Das Wildnisentwicklungsgebiet Oostvaardersplassen liegt auf einem künstlich geschaffenen Polder, wird jedoch seit 1972 nicht mehr genutzt. Ist es jetzt eine Kultur- oder eine Naturlandschaft?

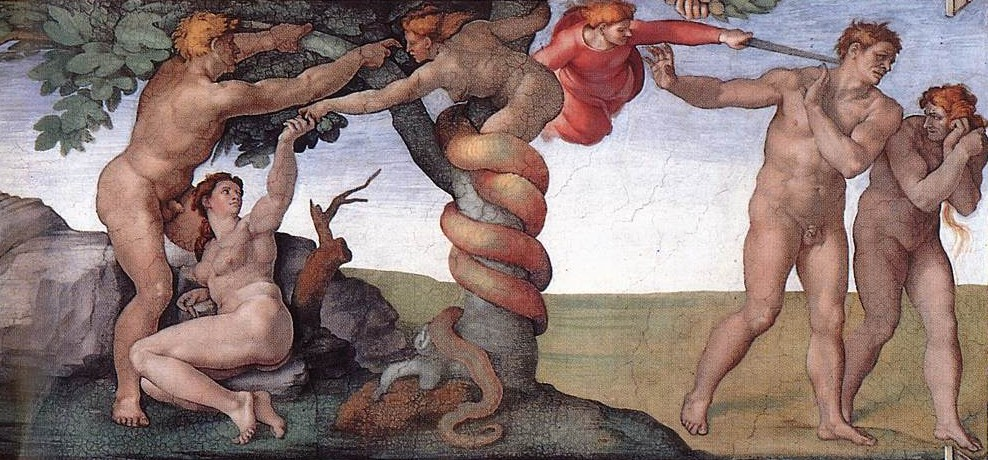
Der Baum der Erkenntnis scheidet Gut und Böse in der christlichen Paradieserzählung

„Die Natur ist keineswegs die große Urmutter, die uns gebar. Sie ist unsere Schöpfung. Es ist unsere Einbildungskraft, die sie beseelt.“

Neue Kategorien und Begriffe werden immer dann gebildet, wenn die Kommunikation über bestimmte Gegenstände der Wahrnehmung oder gedankliche Konstrukte immer komplizierter wird. Lassen sich neue Inhalte sinnvoll – d. h. im Rahmen der Weltanschauung der Beteiligten – in das bestehende gedankliche Ordnungssystem integrieren und unter einer Sammelbezeichnung zusammenfassen, handelt es sich um eine neue Kategorie. So geht der europäische Kulturbegriff auf die Innovation der Landwirtschaft in der Jungsteinzeit zurück (den Boden kultivieren).
Je abstrakter (also je mehr verallgemeinert und je weniger konkret) eine Kategorie ist, desto realitätsferner bildet sie die Welt ab und desto mehr dient sie vor allem dem „Wir-Gefühl“ der Beteiligten. Der Preis dieses Vorganges ist die „Vermenschlichung“ der Welt: Um sie besser zu verstehen, werden künstliche Grenzen gezogen; und eine stets latente Gefahr ist die Verwechslung dieses Weltmodelles mit der Wirklichkeit. Die für das europäische Denken wichtigen Leitkategorien „Natur“ und „Kultur“ sind ein eklatantes Beispiel für die weitreichenden Folgen der innewohnenden ideologischen Komponente.

#### Die allgemeine Auffassung
Im westlichen Alltagsdenken werden die beiden Ausdrücke in so unterschiedlichen Bedeutungen verwendet, dass es nicht möglich ist, eine exakte Definition zu formulieren. Als einzig übereinstimmender Aspekt wird im Allgemeinen der Bezug zum Menschen als Verursacher gesehen: Das, was nicht vom Menschen geschaffen wurde nennt man Natur; im Gegensatz zur künstlich erzeugten Kultur.
Auf den ersten Blick scheint diese Grundsatzdefinition geeignet, Natur und Kultur scharf voneinander abgrenzen zu können; analog zu einem sich ausschließenden Entweder-oder-Gegensatz wie „Ursache oder Wirkung“ oder „Leben oder Tod“. Bei näherer Betrachtung wird diese Bedeutungszuweisung jedoch immer problematischer, je abstrakter die Begriffsverwendung ist: Bezogen auf einzelne Objekte der Wahrnehmung ist die Zuweisung einfach – obwohl es bereits hier Zweifelsfälle gibt (Bär, Pilz, Stein = Natur / Haus, Messer, Sprache = Kultur / Hund, Holz, Mensch = ?) Im größeren Maßstab jedoch – also im Sinne von „Natur-“ und „Kulturlandschaften“ (Wälder, Berge, Flüsse ↔ Städte, Äcker, Kanäle) – ist die Definition in vielfältiger Weise kritisierbar. Auf dieser Ebene sind es eher zwei komplementäre und polare Begriffe denn ein kategorischer Gegensatz: Natur und Kultur schließen sich nicht gegenseitig aus, sondern markieren lediglich die gedachten Enden einer Skala mit fließend ineinander übergehenden Mischungszuständen (Hemerobie).

#### Philosophische Begriffskontroversen
Die Abgrenzungsproblematik, die bereits bei der allgemeinen Kategorisierung offenbar wird, hat zu kontroversen Positionen in der europäischen Philosophie geführt. Ferner wird deutlich, dass es bei diesen Auseinandersetzungen zwangsläufig um die ideologische Legitimation bestimmter Vorstellungen geht: Nicht, was Natur und Kultur „sind“, sondern was sie „sein sollen“ steht im Vordergrund. Dies verdeutlichen vor allem die beiden Extrempositionen des Naturalismus (häufig vertreten durch Naturschützer) und des Kulturalismus (häufig bei Vertretern der Wirtschaft). Der Naturalist negiert Kultur durch die überall wirksamen Naturgesetze und durch den Umstand, dass der Mensch selbst in erster Linie ein natürlich entstandenes Wesen ist. Er sieht (fast) überall das unabänderliche Wirken der Natur; sei es in Krankheiten und Naturkatastrophen oder im Löwenzahn, der durch eine Asphaltschicht bricht. Der Kulturalist hingegen negiert Natur in dem Sinne, dass sie in erster Linie ein begriffliches Konstrukt des menschlichen Geistes sei und dass die Welt (fast) überall und jederzeit dem menschlichen Zugriff unterläge. Gerade in Zeiten des anthropogenen Klimawandels sei das Wirken des Menschen selbst in den entlegensten Regionen nachweisbar; die meisten sogenannten „Wildnisse“ wurden seit Jahrtausenden in irgendeiner Weise vom Menschen beeinflusst und jedes Naturschutzgebiet wird in seinen Grenzen vom Menschen definiert.
Besonders in Bereichen, die gleichermaßen natur- und kulturwissenschaftliche Aspekte berühren (beispielsweise Kognitionswissenschaft, Verhaltensforschung, Systemwissenschaft, Ökologie, Ethnologie) findet die Kontroverse um die Definition von Natur und Kultur statt. Da es nicht um die Realität selbst geht, sondern um Kategorienbegriffe, sind alle Positionen anfechtbar. Dies offenbart sich vor allem bei der Betrachtung des Menschen selbst: So bringt der als Naturwesen gedachte Mensch auch das „Nichtnatürliche“ hervor; als Kulturwesen hingegen werden seine körperlichen Anlagen maßgeblich von „Nichtkulturellem“ bestimmt. Die Auflösung des jeweils anderen Begriffes ist nicht möglich, es bleibt bei der untrennbaren Dichotomie. Setzt man stattdessen fließende Übergänge zwischen den Polen Natur und Kultur voraus, lässt sich keine Grenze beschreiben.
Ein zusätzliches (ideologisches) Problem ist die latente, bewertende Nebenbedeutung der Begriffe; die intuitive Verbindung zum Gegensatz von „Gut und Böse“. Für den Kulturalisten ist Natur häufig gleichbedeutend mit dem Wilden, Unhistorischen, Unverstandenen, Chaotischen; während der Naturalist dieses „Böse“ eher in der entfremdeten, unnatürlichen, entarteten, unvollkommenen Kultur verorten wird.

#### Die Wurzeln der europäischen Leitkategorien
„Gut und Böse“ sind typisch europäische Leitkategorien, die eng mit den elementaren christlichen Wertvorstellungen in Zusammenhang stehen. Bereits in frühchristlichen Schriften ist die Gleichsetzung des Bösen mit der ungezähmten Natur nachweisbar.
Die europäische Ideologie (Eurozentrismus) ist sowohl von christlichen Werten, als auch von der antiken Metaphysik grundlegend geprägt worden. Letztere begründeten das Prinzip der Vernunft und daraus folgend den Wunsch nach einer wissenschaftlich abgesicherten, realistischen Welterklärung. Das erfordert vor allem eine klare Abgrenzung des erkennenden Menschen von der Natur: Dies gelingt unter anderem durch das „Einfangen“ unbegrenzter, fließender Prozesse in begrenzenden Begriffen, die sich an der materiellen Welt orientieren (Physikalismus) und durch eine vorwiegende Betrachtung „von unten“ auf die so definierten Bausteine der Welt (Reduktionismus), statt „von oben“ auf das komplexe Systemgeschehen (Holismus).

### Chthonische Weltanschauungen: Der Mensch als Kontrolleur

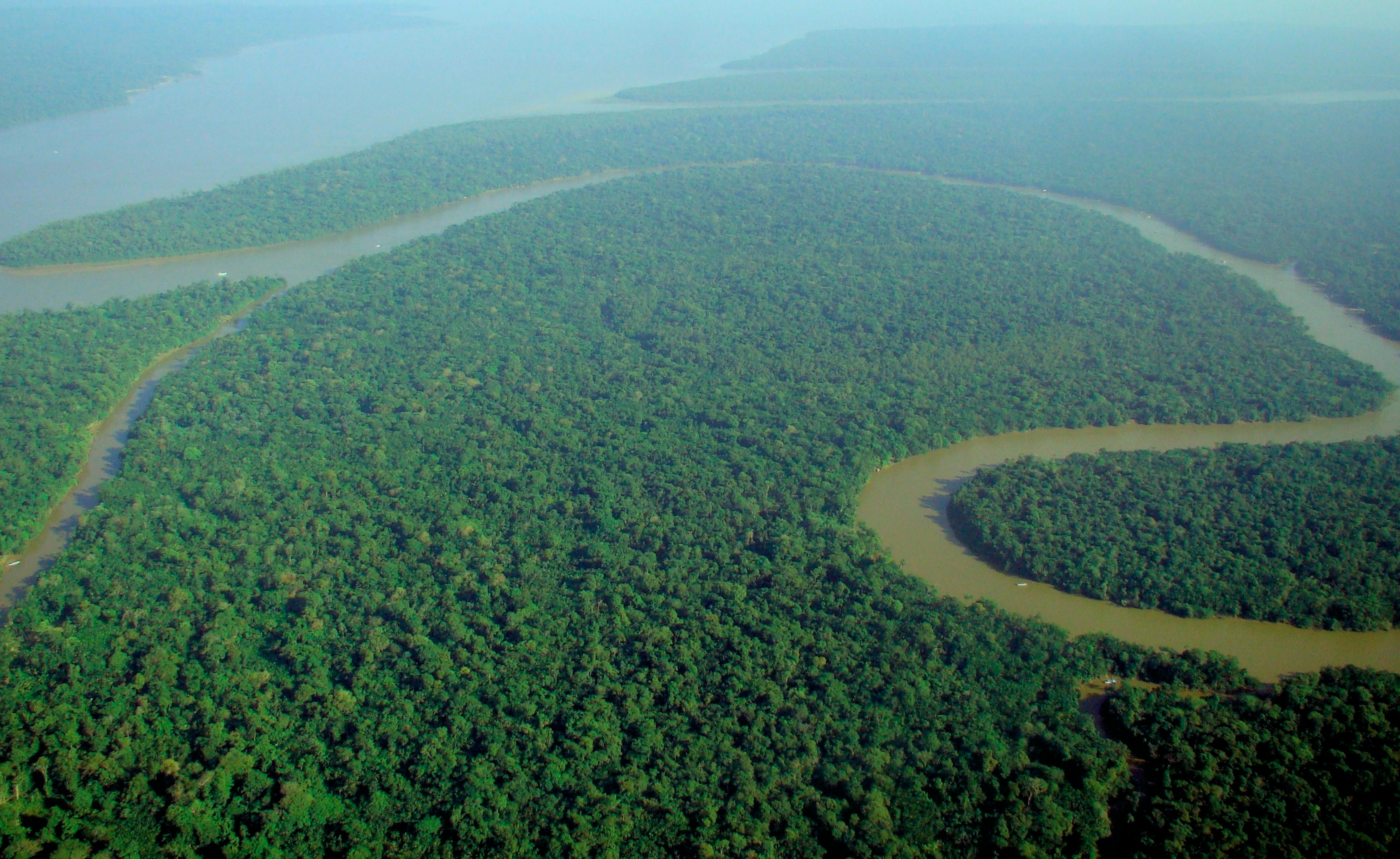
Tropischer Regenwald am Amazonas – für erdverbundene Ethnien keine furchteinflößende Wildnis, sondern kulturelle Heimat

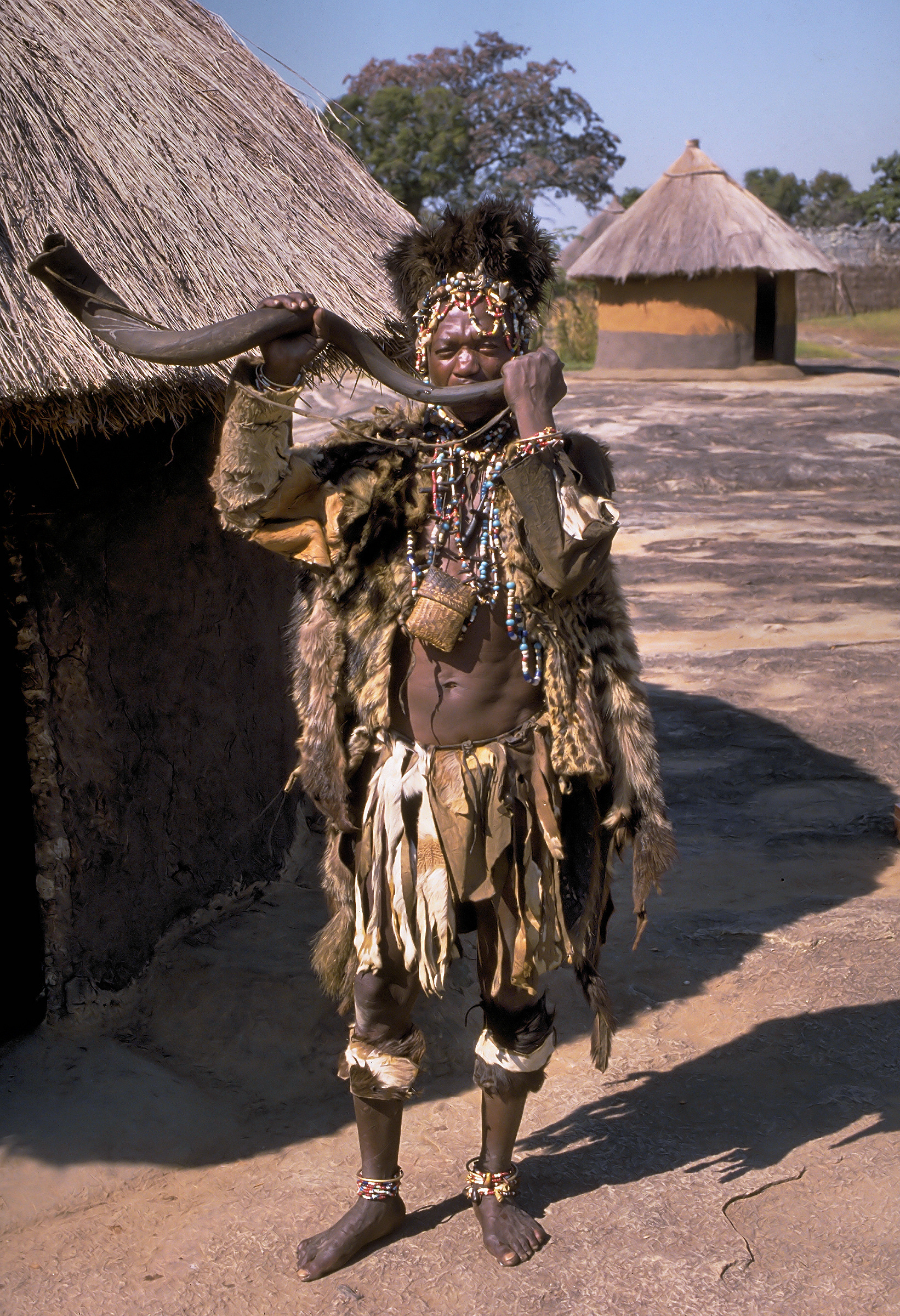
Shona-Schamane aus Simbabwe, der „Kontaktmann“ zur Geisterwelt – eine von vielfältigen Vorstellungen, die gesamte Umwelt bis hin zum Übernatürlichen im Einflussbereich des Menschen zu wähnen

„Dem Mann, der in seinem Tipi auf der Erde saß und über das Leben und seinen Sinn nachdachte, an die Verwandtschaft aller Geschöpfe glaubte und die Einheit allen Lebens in der Unendlichkeit erkannte, öffneten sich die Augen für den Sinn jeder wirklichen Kultur.“

Bei den meisten erdverbundenen (chthonischen) Gemeinschaften, die nach altüberlieferten Weisen in enger Verflechtung mit ihrer Umwelt leben, ist kein Naturbegriff im europäischen Sinne vorhanden. Der Mensch sieht sich hier in der holistischen Auffassung der ethnischen Religionen als integraler, untrennbarer Bestandteil seines Lebensraumes, inklusive allen von ihm selbst geschaffenen Erzeugnisse und Ideen. Diese Vorstellung hat bei einigen Ethnologen zu der Schlussfolgerung geführt, dass hier keine Kulturidee existieren würde, mithin keine Abgrenzung des Menschen und kein Dualismus von Natur und Kultur.
Andere Anthropologen haben jedoch gezeigt, dass bereits eine kleine Veränderung des Natur- oder des Kulturbegriffes das scheinbare Fehlen dieser komplementären Leitkategorie in traditionellen Kulturen widerlegt: Wird Kultur – ähnlich wie im europäischen Kulturalismus – als „alles, was innerhalb der menschenmöglichen Wirksamkeit liegt“ und Natur als das „außerhalb liegende Andere“ definiert, wird die gesamte Umwelt der Menschen zum Kulturbereich. Tatsächlich betrachten sie alle Bereiche ihres Territoriums als beeinflussbar. Selbst die Bereiche, die der Europäer erst durch die Möglichkeiten der Technologie als beeinflussbar betrachtet (Berge, Flüsse, Klima, Gesundheit), stehen für chthonische Menschen durch die Überzeugung eines mythisch-magischen Seinszusammenhanges zwischen Mensch, Umwelt und Geisterwelt seit jeher unter ihrer Kontrolle (siehe Totemismus, Animismus). Natur hingegen ist in diesem Sinne der Bereich der Welt, der außerhalb des bekannten Lebensraumes liegt: Die Wildnis des Unbekannten, die Heimat anderer Völker mit fremden, unverständlichen, angsteinflößenden Eigenarten sowie die Welt der Götter. Werden die Begriffe Natur/Kultur auf diese Weise transformiert, wird die Verwandtschaft zum frühchristlichen Denken erkennbar, denn auch für den chthonischen Menschen ist die Natur (in der vorgenannten Begrifflichkeit) das Böse, Unbezähmbare, Nicht-Menschliche und die Kultur das Gute, Bekannte und Menschliche. Bezogen auf den akademischen Streit um die Bezeichnung „Naturvölker“ zeigt die vorgenannte Weltanschauung, dass auch diese Menschen zu den „Kulturvölkern“ zählen, so dass eine solche Unterscheidung obsolet wird.

#### Fazit
Die Existenz einer komplementären ontologischen Leitkategorie ist völlig unabhängig davon, ob ein abstraktes Begriffspaar wie Natur/Kultur vorhanden ist oder nicht. Der Unterschied zur westlichen Vorstellung ist graduell und nicht prinzipiell. Die europäischen Vorstellungen dürfen nicht ohne Weiteres auf die Vorstellungen anderer Kulturen übertragen werden. Leitkategorien sind niemals frei von ideologischen Zügen und repräsentieren nicht die realen Gegebenheiten, sondern die Vorstellungen ihrer Schöpfer. Dabei ist festzuhalten, dass es in diesem Sinne keine richtigen oder falschen Vorstellungen gibt.